# Максимов, Семён Алексеевич
Семён Алексе́евич Макси́мов (5 [17] апреля 1899, Сапарово, Вятская губерния — неизвестно) — удмуртский государственный деятель, и. о. председателя ЦИК Удмуртской АССР (1937—1938).

## Биография
Семён Алексеевич родился 5 (17) апреля 1899 в деревне Сапарово Бурановской волости Сарапульского уезда в удмуртской семье.
В 1918—1919 годы возглавлял Сапаровский комитет бедноты, заведовал Бурановским волостным продовольственным отделом. в 1919—1923 годы служил в РККА.
С 1924 года работал Бурановской волости: член, затем — председатель правления Бабинского единого потребительского общества (1924—1925), председатель исполкома Бурановского волостного Совета (1925—1926), председатель Правления Бабинского единого Союза потребительских обществ (1926—1927).
В 1930 году принят в ВКП(б). В 1931 году окончил Ижевский индустриальный рабочий факультет.
С 1931 года — председатель Вотского (Удмуртского) областного профсоюза рабочих леса и сплава, с 1932 — председатель Удмуртского областного профсоюза рабочих леса и сплава, затем — заведующий Организационным отделом Удмуртского областного Совета профсоюзов, заместитель председателя комитета профсоюза Ижевского сталеделательного завода.
С 1936 года — заместитель секретаря Вавожского, затем — секретарь Пычасского районного комитета ВКП(б).
С 20 ноября 1937 по 25 июля 1938 исполнял обязанности председателя ЦИК Удмуртской АССР.
Избирался депутатом Совета Национальностей Верховного Совета СССР 1-го созыва (1937—1946; от Удмуртской АССР), Верховного Совета РСФСР 1-го созыва (1938—1947; от Удмуртской АССР).

## Комментарии
1. ↑  Ныне — в Завьяловском районе Удмуртии[1].